# Taingy
Taingy era un comune francese di 311 abitanti situato nel dipartimento della Yonne nella regione della Borgogna-Franca Contea. 
Il 1º gennaio 2017 è divenuto comune delegato del nuovo comune di Les Hauts de Forterre, nato dopo la sua fusione con Fontenailles e Molesmes.

## Storia

### Simboli
Lo stemma comunale, creato dall'associazione "Les Amis du Patrimoine de Taingy", era stato approvato il 23 novembre 1993 dal Consiglio francese di araldica.
La spada fa riferimento a san Martino, patrono della parrocchia e celebra il suo passaggio attraverso il territorio comunale durante il suo viaggio verso Auxerre. 
Le spighe di grano ricordano che la storia del villaggio è legata alla coltivazione dei cereali.
I ferri d'ancoraggio testimoniano la presenza di tre mulini poiché questi pezzi in ferro battuto venivano utilizzati per fissare le pale dei mulini a vento. Le tre torte sono simbolo dei Courtenay, Duchi di Nevers, che furono signori di Taingy (d'oro, a tre tortelli di rosso).

## Società

### Evoluzione demografica
Abitanti censiti